# Владимир Павлов (железопътна гара)
„Владимир Павлов“ е железопътна гара, разположена в западната част на Бургас, близо до центъра на града.
Намира се край Бургаското езеро, до моста за жилищен комплекс „Меден рудник“, на 2 km от Централна гара Бургас.
На тази гара спират предимно влакове от/за София, Пловдив, Сливен, Карнобат, както и по други направления.
По-рано гарата е имала 7 коловоза. Работещите понастоящем коловози са с номера 2, 3 и 5. Гарата е обновена през 2019 г.

## Инциденти
През годините в района на гарата са се случвали няколко тежки инциденти:
- Жена е прегазена от товарен влак, докато пресича неправилно релсовия път през 2015 г.;
- Мъж от село Кости, вървял по релсите до гарата, е блъснат от влак през 2022 г.[1];
- На 30 юни 2022 година около 6:00 мъж на 77 години е блъснат от влака от Бургас за София.